# Sallingsund Færgefart
56°44′56.19″N 8°50′57.54″Ø / 56.7489417°N 8.8493167°Ø
A/S Sallingsund Færgefart var et privat selskab, der drev en færgeoverfart på Sallingsund mellem Salling og Mors. Færgeoverfarten blev etableret i 1924 som en konkurrent til DSB's færgeoverfart mellem Glyngøre og Nykøbing Mors og fortsatte indtil åbningen af Sallingsundbroen i 1978.

## Historie
Selskabet A/S Sallingsund Færgefart blev oprettet i 1923 i protest mod DSB's måde at drive jernbanefærgen Nykøbing-Glyngøre. Prisen for en returbillet for en bil med fører var 23,50 kr. i 1920, og derudover kunne der være megen ventetid. Hos en lokal bådebygger, Søren Larsen, der havde et træskibsværft, som senere fik navnet, Søren Larsen & Sønners Skibsværft A/S, bestilte man en færge, der blev tegnet af skibskonstruktør Weber i København. Færgen, Sallingsund, blev indsat 24. juli 1924 mellem to nybyggede bilfærgelejer ved Pinen og Plagen - det gamle færgested, der ellers var blevet nedlagt i 1873 ved oprettelsen af den kommunale dampfærgerute mellem Glyngøre og Nykøbing. Disse navne kom fra folkeviddet, fordi færgestederne i de foregående århundreder havde været primitive. Allerede fem år efter i 1929 blev den lille Sallingsund udskiftet med Sallingsund II, der kunne have 10 biler med.
For at imødegå konkurrence indsatte DSB i 1933 en ny færge, Morsø, på overfarten mellem Glyngøre og Nykøbing Mors, men bilisterne foretrak den private færgerute, der var hurtigere og sejlede flere ture i døgnet. Her lå prisen desuden kun 4,50 kr. i 1948.
Efter krigen steg biltrafikken og dermed også behovet for færger, der derfor udvidedes til to i 1954 med leveringen af Sallingsund III, der senere skiftede navn til Pinen, og til tre i 1958, da Plagen leveredes. I 1961 afløste nybygningen Sallingsund den gamle færge Legind Bjerge, ex-Sallingsund II. I 1964 indsattes en ny Legind Bjerge, men det var ikke nok, og i 1968 indsattes den femte færge, Gammelør.
A/S Sallingsund Færgefart udviklede sig med den stigende trafik til et rederi med særdeles god økonomi, og investerede en del af overskuddet i at understøtte genåbningen af to af de andre, og mindre givtige bilfærgeruter til Mors - A/S Sallingsund Færgefart var således største enkeltaktionær, da selskabet Næssund Færgefart A/S i 1950 genstartede Næssundoverfarten som bilfærge, efter at Postvæsenet havde opgivet overfarten, og da Feggesundoverfarten i 1967 genåbnede efter at have ligget stille siden 1955, påtog A/S Sallingsund Færgefart sig at drive Feggesundoverfarten og dække det driftsunderskud, der måtte opstå her, mod at de offentlige myndigheder anlagde og vedligeholdt færgelejer og øvrige landanlæg ved Feggesund. Til A/S Sallingsund Færgefarts drift på Feggesundoverfarten leveredes i 1967 færgen Gammelør, der året efter overgik til at være 5. færge på Sallingsundoverfarten, mens man på Feggesundoverfarten indsatte nybygningen Hannæs.
Udviklingen fortsatte - trafikken voksede, og Sallingsundoverfarten var i en årrække blandt de få danske færgeruter, der tilbød afgange hele døgnet rundt. Et kuriosum var, at den officielle sejlplan de sidste mange år lød på en afgang hver halve time døgnet rundt fra hver side, mens realiteten i hvert fald i dagtimerne var, at man konstant kunne se tre, fire eller fem færger i uafbrudt pendulfart på den syv minutter lange overfart.
I 1976 overførtes 633.000 biler. 30. maj 1978 åbnede Sallingsundbroen imidlertid, og færgedriften ophørte.

## Færger
Færgerne i drift på Sallingsund Færgefart var alle træfærger
- Sallingsund (1924-1930)
- Sallingsund II (1929-1954)
- Sallingsund III (1954-1960)
- Legind Bjerge (1954-1961) - nyt navn for den tidligere Sallingsund II, bygget 1929[5]
- Plagen (1958-1979)
- Pinen (1960-1986) - nyt navn for den tidligere Sallingsund III, bygget 1954[5]
- Sallingsund (1961-1979)
- Legind Bjerge (1964-1979), i 1980 overført til Næssundoverfarten og omdøbt til Næssund
- Gammelør (1968-1978), i drift på Feggesundoverfarten fra leveringen i 1967 til 1968. Herefter til Sallingsund.

## Reference
1. ↑  faergelejet.dk - Pinen
2. ↑  Motor, Kaj Christiansen, "Broen over Pinen og Plagen", 1978, Årgang, 73, nr. 10 (1978), side 92
3. ↑  Anders Riis, Danske træfærger - som vi så dem, side 11, ISBN 978-87-997785-0-8
4. 1 2  Jernbanens og færgens historie
5. 1 2 3 4  Anders Riis, Danske træfærger - som vi så dem, side 13, ISBN 978-87-997785-0-8
6. ↑  Sallingsund Færgefart A/S